# 해피니스 (2021년 영화)
해피니스는 한국에서 제작된 윤중부 감독의 2021년 멜로/로맨스, 드라마 영화이다. 이창 등이 주연으로 출연하였다.

## 출연

### 주연
- 이창
- 박미희
- 석보배

### 조연
- 박노아
- 조희